# The 10 Year Limited Edition Anniversary Box Set
The 10 Year Limited Edition Anniversary Box Set é um box da banda britânica de rock Blur, lançado em 17 de agosto de 1999. Contém vinte e dois discos (22) com 126 faixas com todos os singles lançados no Reino Unido, desde Leisure (1991) a 13 (1999). O projeto inclui faixas lado B, exceto as do single "No Distance Left to Run".

## Faixas

### Disco 1
1. "She's So High"
2. "I Know"
3. "Down"
4. "Sing"
5. "I Know"

### Disco 2
1. "There's No Other Way"
2. "Inertia"
3. "Mr Briggs"
4. "I'm All Over"
5. "There's No Other Way"
6. "Won't Do It"
7. "Day upon Day" (Ao vivo)
8. "There's No Other Way"

### Disco 3
1. "Bang"
2. "Explain"
3. "Luminous"
4. "Berserk"
5. "Bang"
6. "Uncle Love"

### Disco 4
1. "Popscene"
2. "Mace"
3. "Badgeman Brown"
4. "I'm Fine"
5. "Garden Central"

### Disco 5
1. "For Tomorrow (Versão Single)"
2. "Into Another"
3. "Hanging Over"
4. "Peach"
5. "Bone Bag"
6. "When The Cows Come Home"
7. "Beachcoma"
8. "For Tomorrow (Versão Acústica)"
9. "For Tomorrow"

### Disco 6
1. "Chemical World"
2. "Young & Lovely"
3. "Es Scmecht"
4. "My Ark"
5. "Maggie May"
6. "Chemical World"
7. "Never Clever" (Ao vivo)
8. "Pressure On Julian" (Ao vivo)
9. "Come Together" (Ao vivo)

### Disco 7
1. "Sunday Sunday"
2. "Dizzy"
3. "Fried"
4. "Shimmer"
5. "Long Legged"
6. "Mixed Up"
7. "Tell Me Tell Me"
8. "Daisy Bell (A Bicycle Made For Two)"
9. "Let's All Go Down The Strand"

### Disco 8
1. "Girls & Boys"
2. "Magpie"
3. "Anniversary Waltz"
4. "People In Europe"
5. "Peter Panic"

### Disco 9
1. "To the End"
2. "Girls & Boys"
3. "Girls & Boys"
4. "Threadneedle Street"
5. "Got Yer!"

### Disco 10
1. "Parklife"
2. "Beard"
3. "To The End"
4. "Supa Shoppa"
5. "Theme From An Imaginary Film"

### Disco 11
1. "End of a Century"
2. "Rednecks"
3. "Alex's Song"

### Disco 12
1. "Country House"
2. "One Born Every Minute"
3. "To The End (La Comedie)"
4. "Country House" (Ao vivo)
5. "Girls & Boys" (Ao vivo)
6. "Parklife" (Ao vivo)
7. "For Tomorrow" (Ao vivo)

### Disco 13
1. "The Universal"
2. "Ultranol"
3. "No Monsters In Me"
4. "Entertain Me"
5. "The Universal" (Ao vivo)
6. "Mr Robinson's Quango" (Ao vivo)
7. "It Could Be You" (Ao vivo)
8. "Stereotypes" (Ao vivo)

### Disco 14
1. "Stereotypes"
2. "The Man Who Left Himself"
3. "Tame"
4. "Ludwig"

### Disco 15
1. "Charmless Man"
2. "The Horrors"
3. "A Song"
4. "St. Louis"

### Disco 16
1. "Beetlebum"
2. "All Your Life"
3. "A Spell For Money"
4. "Beetlebum"
5. "Woodpigeon Song"
6. "Dancehall"

### Disco 17
1. "Song 2"
2. "Bustin' + Dronin'"
3. "Country Sad Ballad Man" (Versão Acústica ao vivo)
4. "Get Out of Cities"
5. "Polished Stone"

### Disco 18
1. "On Your Own"
2. "Chinese Bombs" (Ao vivo em Peel Acres)
3. "Movin' On" (Ao vivo em Peel Acres)
4. "M.O.R." (Ao vivo em Peel Acres)
5. "Popscene" (Ao vivo em Peel Acres)
6. "Song 2" (Ao vivo em Peel Acres)
7. "On Your Own" (Ao vivo em Peel Acres)

### Disco 19
1. "M.O.R."
2. "Swallows in the Heatwave"
3. "Movin' On"
4. "Beetlebum"

### Disco 20
1. "Tender"
2. "All We Want"
3. "Mellow Jam"
4. "French Song"
5. "Song 2"

### Disco 21
1. "Coffee & TV"
2. "Trade Stylee"
3. "Metal Hip Slop"
4. "X"-Offender"
5. "Coyote"

### Disco 22
1. "No Distance Left to Run"
2. "Tender"